# هارولد تايلور (سياسي)
هارولد تايلور (بالإنجليزية: Harold Taylor)‏ هو سياسي أسترالي، ولد في 28 نوفمبر 1896 في بريزبان في أستراليا، وتوفي في 6 ديسمبر 1972 في أستراليا. حزبياً، نشط في Queensland People's Party ‏ وQueensland Liberal Party ‏. في 1950 Queensland state election ‏، انتخب عضو المجلس التشريعي ولاية كوينزلاند عن دائرة Electoral district of Clayfield ‏ (29 أبريل 1950 – 1 يونيو 1963) وفي 1947 Queensland state election ‏، انتخب عضو المجلس التشريعي ولاية كوينزلاند عن دائرة Electoral district of Hamilton (Queensland) ‏ (3 مايو 1947 – 29 أبريل 1950).